# 가고파
〈가고파〉는 한국의 대표적인 가곡이다. 1932년에 이은상이 발표한 시에 김동진이 곡을 붙여 1933년에 완성하였다. 마산이 고향인 이은상은 이화여전에 재직하면서 조국의 참모습을 그리면서 시를 지었고, 김동진은 숭실전문에서 양주동으로부터 이 시를 배우던 중 작곡을 하고 싶어졌다고 한다. 곡에는 시 전체가 포함되지 않았으나, 1973년에 나머지 부분을 연가곡으로 작곡하였다.
〈가고파〉는 광복 후 교과서에 실리게 되었고, 수 년 만에 국민가곡이 되었다. 1967년에는 노래를 곁들인 동명의 영화가 제작되기도 했다. 1984년에는 문화방송에서 시청자를 대상으로 한 설문조사에서 가장 인기있는 가곡으로 선정되었다.
마산에 1970년에 세운 노래비가 있다.

## 가사
‘내 고향 남쪽바다’로 시작하는, 고향을 그리는 내용이다. 10절로 되어 있으며, 그중 4절이 먼저 작곡되었다.